# Lord-lieutenant
 (mars 2023).
Si vous disposez d'ouvrages ou d'articles de référence ou si vous connaissez des sites web de qualité traitant du thème abordé ici, merci de compléter l'article en donnant les références utiles à sa vérifiabilité et en les liant à la section « Notes et références ».

Drapeau personnel d'un lord-lieutenant en Angleterre, au pays de Galles et en Irlande du Nord.

Drapeau personnel d'un lord-lieutenant en Écosse.

Au Royaume-Uni, le lord-lieutenant (Lord-Lieutenant ou Lord Lieutenant en anglais) est le représentant du monarque dans chacun des comtés cérémoniels. Il s'agit d'une fonction largement honorifique occupée habituellement par un notable local à la retraite, un officier supérieur de l'armée, un pair ou un homme d'affaires.

## Historique
Le roi Henri VIII nomma les premiers lord-lieutenants en 1540 quand les compétences militaires du shérif lui furent transmises. Les lord-lieutenants avaient la charge d'organiser les milices locales à l'échelle d'un comté. Dans les premiers temps, ces nominations étaient temporaires et avaient seulement lieu lorsqu'il fallait organiser la milice correctement pour une occasion particulière (invasion de l'Écosse ou de la France).

## Fonctions

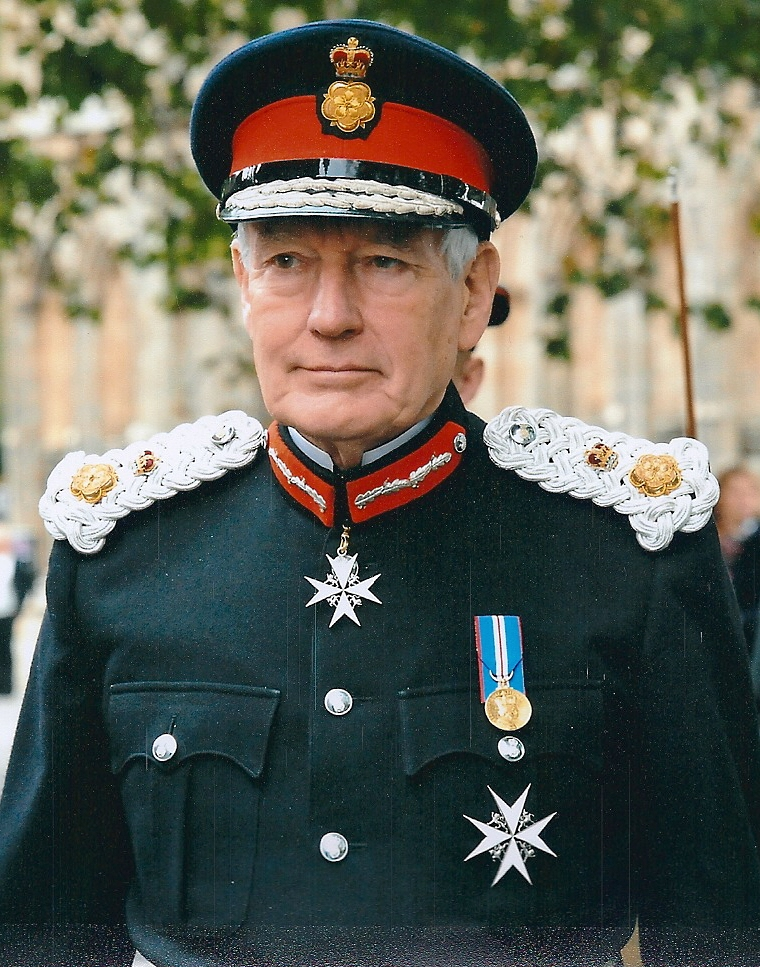
Uniforme d'un lord-lieutenant.

Les responsabilités modernes des lord-lieutenants incluent :
- l'organisation des visites des membres de la famille royale et leur escorte ;
- la remise des médailles et distinctions au nom du souverain, et le conseil sur les nominations pour des honneurs ;
- la participation à des activités civiques, volontaires et sociales au sein de la lieutenancy ;
- la liaison avec les unités locales de la Royal Navy, des Royal Marines, de la British Army et de la Royal Air Force ;
- la gestion de la magistrature locale en tant que président du Comité consultatif sur la justice de paix ;
- la présidence du Comité consultatif pour la désignation des commissaires généraux des impôts.

Ses fonctions sont moins étendues que celles d'un préfet de département en France ; comme le représentant du souverain dans son comté, un lord-lieutenant se doit de garder une neutralité politique absolue et ne peut pas représenter un parti politique durant son mandat. Ils sont délégués à vie, mais peuvent partir à la retraite à 75 ans, et le souverain peut leur retirer leur mandat.
Chaque lord-lieutenant est secondé par un vice-lord-lieutenant et des sous-lieutenants à qui il délègue. Le vice-lord-lieutenant prend la place du lord-lieutenant en cas d'absence, de maladie, ou d'incapacité de ce dernier. Le lord-lieutenant a entre trente et quarante sous-lieutenants, selon la population du comté.